# Gruppo Sportivo Fascio Giovanni Grion 1940-1941
Questa voce raccoglie le informazioni riguardanti il Gruppo Sportivo Fascio Giovanni Grion nelle competizioni ufficiali della stagione 1940-1941.

## Divise
| Prima divisa |

## Rosa
| N. |                   | Ruolo | Calciatore                     |
| -- | ----------------- | ----- | ------------------------------ |
|    | Italia (bandiera) | A     | Enzo Baldaccheri               |
|    | Italia (bandiera) | C     | Sergio Bassi                   |
|    | Italia (bandiera) | C     | Bruno Bogneri                  |
|    | Italia (bandiera) | A     | Piero Bortoletti               |
|    | Italia (bandiera) | P     | Giovanni Bosazzi               |
|    | Italia (bandiera) | A     | Lino Brazzano                  |
|    | Italia (bandiera) | D     | Ervino Cateni                  |
|    | Italia (bandiera) | C     | Giovanni Chirissich (Chirissi) |
|    | Italia (bandiera) | D     | Nicolò Curto                   |
|    | Italia (bandiera) | C     | Salvatore Degortes             |
|    | Italia (bandiera) | A     | Urbano Della Pietra            |
|    | Italia (bandiera) | D     | Emilio Ferrari                 |
|    | Italia (bandiera) | C     | Mario Gustincich (Gustini)     |
|    | Italia (bandiera) | A     | Leo Lieti                      |
|    | Italia (bandiera) | A     | Mario Lollis                   |
|    | Italia (bandiera) | A     | Biagio Lussi                   |

| N. |                   | Ruolo | Calciatore                    |
| -- | ----------------- | ----- | ----------------------------- |
|    | Italia (bandiera) | A     | Silvio Marini                 |
|    | Italia (bandiera) | C     | Orlando Minghini              |
|    | Italia (bandiera) | A     | Stelio Paliaga                |
|    | Italia (bandiera) | A     | Ermanno Poggipollini          |
|    | Italia (bandiera) | D     | Ercole Quaglia                |
|    | Italia (bandiera) | D     | Giacinto Recalcati            |
|    | Italia (bandiera) | D     | Tullio Rocco                  |
|    | Italia (bandiera) | A     | B. Sauer                      |
|    | Italia (bandiera) | P     | Enrico Schiffling (Schiffini) |
|    | Italia (bandiera) | A     | Mario Silli                   |
|    | Italia (bandiera) | A     | Angelo Solazzo                |
|    | Italia (bandiera) | C     | Gabriele Supertino            |
|    | Italia (bandiera) | A     | Trevisan                      |
|    | Italia (bandiera) | D     | R. Valacco                    |
|    | Italia (bandiera) | D     | Silvano Vatta (II)            |
|    | Italia (bandiera) | C     | Bruno Ziz (Sizzi)             |

Squadra riserve:

Gastone Vaniglio; Valacco, Rocco (Paliaga); Brioschi, Bogneri (Vano, Ziz), Della Pietra; Brazzano, Paliaga, Antonio Rubini, Sauer, Valdemarin (Vecchiet, Lollis).

## Arrivi e partenze
| Acquisti | Acquisti             | Acquisti     | Acquisti        |
| -------- | -------------------- | ------------ | --------------- |
| A        | Enzo Baldaccheri     | ???          | militare a Pola |
| A        | Piero Bortoletti     | Mestrina     | militare a Pola |
| C        | Salvatore Degortes   | ???          | militare a Pola |
| C        | Orlando Minghini     | ???          | militare a Pola |
| A        | Ermanno Poggipollini | Ferrara      | militare a Pola |
| D        | Giacinto Recalcati   | Stresa       | militare a Pola |
| C        | Gabriele Supertino   | Saviglianese | militare a Pola |
| A        | Trevisan             | ???          | militare a Pola |

| Cessioni | Cessioni                | Cessioni | Cessioni         |
| -------- | ----------------------- | -------- | ---------------- |
| .        | Mario Busdon (Busidoni) | ???      | definitivo       |
| .        | Aldo Caron              | ???      | definitivo       |
| .        | Antonio Ferrara         | ???      | definitivo       |
| .        | Emilio Ferrari          | ???      | congedo militare |
| .        | Giovanni Host           | ???      | definitivo       |
| .        | Biagio Lussi            | ???      | definitivo       |
| .        | Pietro Mejak            | ???      | definitivo       |
| .        | Pino Morini             | ???      | congedo militare |
| .        | Bruno Signoretto        | ???      | congedo militare |
| .        | Ermanno Stella          | ???      | definitivo       |

## Risultati

### Serie C

#### Girone A

##### Girone di andata
| Trieste 20 ottobre 1940 1ª giornata | Ponziana | 0 – 1 | Grion Pola |  |

| Pola 27 ottobre 1940 2ª giornata | Grion Pola | 0 – 0 | Rovigo |  |

| San Donà 3 novembre 1940 3ª giornata | San Donà | 1 – 0 | Grion Pola |  |

| Pola 10 novembre 1940 4ª giornata | Grion Pola | 2 – 1 | CRDA Monfalcone |  |

| Isola d'Istria 17 novembre 1940 5ª giornata | Ampelea | 2 – 2 | Grion Pola |  |

| Pola 24 novembre 1940 6ª giornata | Grion Pola | 2 – 2 | Pieris |  |

| Gorizia 8 dicembre 1940 7ª giornata | Pro Gorizia | 3 – 3 | Grion Pola |  |

| Pola 15 dicembre 1940 8ª giornata | Grion Pola | 0 – 0 | Fiumana |  |

| Treviso 22 dicembre 1940 9ª giornata | Treviso | 3 – 0 | Grion Pola |  |

| Pola 29 dicembre 1940 10ª giornata | Grion Pola | 3 – 0 | Mestre |  |

| 5 gennaio 1941 11ª giornata |  | – Turno di riposo |  |  |

| Pola 12 gennaio 1941 12ª giornata | Grion Pola | 0 – 1 | Marzotto Valdagno |  |

| Schio 19 marzo 1941 13ª giornata | Lanerossi Schio | 3 – 0 | Grion Pola |  |

| Pola 26 gennaio 1941 14ª giornata | Grion Pola | 0 – 1 | Ferrara |  |

| Belluno 22 maggio 1941 15ª giornata | Belluno | 1 – 1 | Grion Pola |  |

##### Girone di ritorno
| Pola 9 febbraio 1941 16ª giornata | Grion Pola | 3 – 1 | Ponziana |  |

| Rovigo 16 febbraio 1941 17ª giornata | Rovigo | 0 – 0 | Grion Pola |  |

| Pola 23 febbraio 1941 18ª giornata | Grion Pola | 4 – 1 | San Donà |  |

| Monfalcone 2 marzo 1941 19ª giornata | CRDA Monfalcone | 1 – 1 | Grion Pola |  |

| Pola 9 marzo 1941 20ª giornata | Grion Pola | 3 – 1 | Ampelea |  |

| San Canzian d'Isonzo 16 marzo 1941 21ª giornata | Pieris | 2 – 2 | Grion Pola |  |

| Pola 23 marzo 1941 22ª giornata | Grion Pola | 2 – 1 | Pro Gorizia |  |

| Fiume 30 marzo 1941 23ª giornata | Fiumana | 1 – 0 | Grion Pola |  |

| Pola 6 aprile 1941 24ª giornata | Grion Pola | 0 – 1 | Treviso |  |

| Mestre 13 aprile 1941 25ª giornata | Mestre | 0 – 1 | Grion Pola |  |

| 20 aprile 1941 26ª giornata |  | – Turno di riposo |  |  |

| Valdagno 27 aprile 1941 27ª giornata | Marzotto Valdagno | 1 – 1 | Grion Pola |  |

| Pola 4 maggio 1941 28ª giornata | Grion Pola | 0 – 2 | Lanerossi Schio |  |

| Ferrara 11 maggio 1941 29ª giornata | Ferrara | 1 – 0 | Grion Pola |  |

| Pola 18 maggio 1941 30ª giornata | Grion Pola | 3 – 0 | Belluno |  |

### Coppa Italia
| Pola 22 settembre 1940 Turno preliminare | Grion Pola | 2 – 1 | Ampelea |  |

| Pola 29 settembre 1940 Primo turno | Grion Pola | 0 – 1 | Fiumana |  |